# Lewy-body-dementie
Lewy-body-dementie of dementie met Lewy bodies (DLB) is een soort dementie, die na de ziekte van Alzheimer en vasculaire dementie het vaakst voorkomt. De voornaamste symptomen zijn (visuele) hallucinaties, traagheid in het bewegen, moeite met lopen en rigiditeit.

## Omschrijving
DLB is mogelijk geen zelfstandige ziekte-entiteit naast de ziekte van Parkinson en de ziekte van Alzheimer. 
De ziekte van Parkinson en DLB maken deel uit van een spectrum van Lewy-pathologie, waarbij DLB als een corticale (in de hersenschors gelokaliseerde) variant kan worden beschouwd van de ziekte van Parkinson, bij welke ziekte de afwijkingen vooral in de basale kernen (substantia nigra) zijn gelokaliseerd.
Het ziekteproces wordt gekenmerkt doordat zich in de hersencellen vormsels met het eiwit alfasynucleïne bevinden, die 'Lewy-lichaampjes' (Lewy bodies) genoemd worden. Deze lichaampjes hopen zich bij ziekte van Parkinson op in de substantia nigra. Bij DLB worden deze 'insluitlichaampjes' daarnaast ook gevonden in de hersenschors.
Bij DLB treedt niet alleen, zoals bij de ziekte van Parkinson, verlies op van dopamineproducerende zenuwcellen in de substantia nigra, maar ook, net als bij de ziekte van Alzheimer, van acetylcholineproducerende cellen van de 'nucleus basalis van Meynert' en elders. De cellen van de hersenschors atrofiëren (verschrompelen).
Het onderscheid tussen 'parkinsondementie' (Parkinson's disease dementia, PDD) en DLB is een kwestie van definitie. Wanneer de dementieverschijnselen optreden binnen één jaar na het ontstaan van de ziekte van Parkinson, spreekt men van DLB; wanneer dementie later in het verloop van de ziekte van Parkinson optreedt, spreekt men van PDD.
Bij sectie wordt vaak een combinatie gevonden van de afwijkingen die bij DLB horen en de afwijkingen die kenmerkend zijn voor de ziekte van Alzheimer.
Naast Lewy bodies ín de hersenschors vindt men dan ook afwijkingen in de hippocampus, de zogenaamde 'neurofibrillaire kluwens' en 'seniele plaques'.
Men neemt aan, dat bij DLB het verlies van acetylcholine producerende zenuwcellen verantwoordelijk is voor de achteruitgang van het cognitieve (denken) en het emotionele functioneren en dat het verlies van dopamine producerende cellen de motorische verschijnselen veroorzaakt.

## Verschijnselen
Voor de diagnose Lewy-body-dementie zijn in 1995 criteria opgesteld.
- Progressieve cognitieve stoornissen van zodanige ernst dat deze het functioneren bemoeilijken. Vooral de aandacht is verminderd, de concentratie, en de oriëntatie in de ruimte. Geheugenstoornissen spelen pas een rol als de ziekte gevorderd is.
- Wisselende aandacht en alertheid.
- Terugkerende visuele hallucinaties die meestal duidelijk en gedetailleerd kunnen worden omschreven.
- Tekenen van parkinsonisme, niet veroorzaakt door medicatie.
- Kenmerken die de diagnose steunen: herhaaldelijk vallen; flauwvallen; tijdelijk bewustzijnsverlies; overgevoeligheid voor antipsychotica; wanen.
- De diagnose DLB is minder waarschijnlijk bij: beroerte, of als er ziekten zijn die dezelfde verschijnselen kunnen veroorzaken.

## Behandeling
- Medicijnen tegen de parkinsonverschijnselen zullen voorzichtig moeten worden gegeven, omdat ze de hallucinaties en de verwardheid kunnen doen toenemen. In de praktijk probeert men uit te komen met een zo laag mogelijke dosering levodopa.
- De verwardheid, desoriëntatie en hallucinaties van DLB reageren goed op behandeling met cholinesteraseremmers zoals rivastigmine en galantamine.[4]
- Antipsychotica kunnen bij dementie met Lewy bodies en bij Parkinsondementie een rampzalige uitwerking hebben, doordat ze de Parkinsonverschijnselen versterken. Indien ze toch noodzakelijk worden geacht, zijn in feite alleen clozapine en quetiapine bruikbaar, zij het met de nodige voorzorgen en grote voorzichtigheid.[5]

### Hulp van lotgenoten

#### België
De Vlaamse Alzheimer Liga is pluralistisch en niet gebonden aan andere organisaties. Ze heeft samenwerkingsverbanden met andere zelfhulpgroepen en organisaties. Naast het ondersteunen van de uitwisseling van kennis en ervaring met de ziekte van Alzheimer (middels familiegroepen), doet de Liga ook aan sensibilisatie.

#### Nederland
- Alzheimer Nederland is de organisatie voor mensen met dementie en hun naasten. Deze stichting geeft informatie en hulp en biedt online en offline lotgenotencontact. Daarnaast is de stichting belangenbehartiger en financiert wetenschappelijk onderzoek.
- De Parkinson Vereniging houdt zich bezig met lotgenotencontact, informatie en voorlichting, ondersteuning van wetenschappelijk onderzoek en belangenbehartiging.